# Capacità (economia)
La capacità (in inglese capability) è un concetto legato all'economia del benessere che si riferisce all'abilità delle persone di fare o essere quello che desiderano fare o essere.
L'approccio per capacità mira a restituire dignità alla persona attraverso la centralità dell'essere umano. L'insieme delle capacità individuali è composto da opportunità, abilità e dalla loro interazione con l'accesso alle risorse. L'approccio si sviluppa infatti dalla capacità delle persone di riuscire a fare o essere quello che desiderano fare o essere. Sul piano teorico il quadro delle capacità aiuta a superare alcuni dei limiti caratteristici dei principali modelli utilizzati nel campo della disabilità. Questo approccio sposta il fulcro dalle specificità della situazione invalidante alla ricerca dell'uguaglianza in termini di opportunità.
I tre più rilevanti modelli utilizzati nell'ambito della disabilità sono quello individuale o medico, il modello sociale e il modello ICF.

## Storia dell'approccio per capacità
L'approccio per capacità (in inglese capability approach) trova le sue origini nei lavori dei primi anni ottanta di Amartya Sen, professore di economia e filosofia all'Università di Harvard, vincitore nel 1998 del Premio Nobel per il suo contributo alla scienza economica e alla teoria della politica sociale. È un contributo considerato importante per ciò che riguarda una nuova impostazione delle teorie e delle politiche dello sviluppo, perché considera quest'ultimo come un processo di ampliamento delle possibilità dei soggetti.

### Autori
Alcuni autori importanti che hanno contribuito all'approccio della capacità sono:
- Amartya Sen, l'ideatore, sostiene che questo approccio restituisca dignità alla persona attraverso la centralità dell'essere umano. Le risorse economiche sono importanti strumenti per generare funzionamenti e capacità che rappresentano l'insieme delle opportunità della persona. Quindi questo approccio consente di superare le differenze perché si concentra sulla situazione specifica e sui bisogni del singolo, ciascuno ha bisogno infatti di spunti diversi per raggiungere lo stesso stato di benessere di altre persone.[6]
- Martha Nussbaum  insiste sull'eguaglianza tra gli esseri umani, superando in questo modo la distinzione tra persone “normali” e persone con menomazioni, dando a tutti uguali diritti. Nussbaum afferma che tutti hanno diritto a poter svolgere le funzioni centrali, nel momento in cui ciò non avviene, a causa per esempio di una menomazione, spetta alla società fare il possibile affinché possano essere raggiunti gli obiettivi.
- Patricia Welch e Lorella Terzi considerano disabile un individuo con difficoltà a svolgere certi funzionamenti significativi che gli altri individui (adulti, bambini, anziani) sono capaci di fare sotto condizioni favorevoli; queste autrici pensano alla disabilità come una sorta di limitazione delle capacità dell'individuo e valutano l'impatto che essa ha sulla posizione reciproca degli individui all'interno dei contesti istituzionali e sociali in cui sono inseriti. Quando una menomazione restringe i funzionamenti di base di una persona, o quando l'ambiente non le permette di superare tali restrizioni, allora anche la sua "capacità" di perseguire gli obiettivi è compromessa. La società deve quindi favorire la realizzazione di tali obiettivi.
- Tania Burchardt sostiene che ci sia una complementarità tra l'approccio di Sen e il modello sociale della disabilità. Entrambi gli approcci, infatti, evidenziano come il reddito sia una misura non adatta del benessere delle persone con disabilità che hanno una diversa capacità di convertire le risorse economiche in obiettivi; entrambi riconoscono il ruolo determinante dei fattori esterni nell'influenzare il benessere degli individui; ed, infine, entrambi sostengono che è facoltà degli individui determinare quali capacità siano rilevanti, con ciò invocando un ampio coinvolgimento delle persone con disabilità nella scelta delle politiche che le riguardano.
- Mitra ridefinisce i contorni delle capacità: una grave disabilità mentale o fisica conduce inevitabilmente a una riduzione delle opportunità pratiche dell'individuo, e quindi del suo insieme di capacità, ma questo non implica che egli abbia una disabilità. Un individuo, infatti, ha una disabilità nel momento in cui non è in grado di fare o di essere ciò che ritiene importante per lui, riprendendo quindi le idee di Terzi.[7]

## Descrizione dell'approccio per capacità
Questo approccio è utilizzato anzitutto per la valutazione del benessere individuale e dell'assetto sociale e per l'individuazione di politiche sociali adeguate.
L'innovazione sta nel considerare le risorse materiali, come i beni e il reddito come mezzi che verranno poi convertiti in funzionamenti per il raggiungimento del benessere, uscendo da una visione dello sviluppo orientata al PIL e al benessere in termini economici, per promuovere lo sviluppo del progresso umano e delle condizioni di vita delle persone.
La conversione di beni e servizi (i mezzi) in benessere umano (capacità e funzionamenti) è influenzata da tre gruppi di fattori di conversione:
- individuali (es.: condizioni fisiche, sesso, abilità cognitive...)
- sociali (norme sociali, pratiche discriminatorie, ruoli legati al genere, gerarchie sociali, relazioni di potere...)
- ambientali (clima, localizzazione geografica...).

Utilizzare questo approccio significa allargare lo spazio informativo su cui basare le decisioni, includendo aspetti non materiali, come la dignità, il rispetto verso se stessi e gli altri, l'amore e le attenzioni.
Vengono presi in considerazione altri fattori per lo sviluppo del benessere individuale, come quelli personali e familiari, i contesti sociali, ambientali, economici, istituzionali, culturali. L'idea di base è che perché ci sia progresso, sviluppo o riduzione della povertà non si possa prescindere dalla libertà di scelta e di azione delle persone. Il benessere, la povertà e l'eguaglianza dovrebbero dunque essere valutati nello spazio delle capacità, cioè delle opportunità reali che le persone hanno di vivere la vita a cui attribuiscono valore. Il concetto principale a cui volge l'attenzione questo approccio è quello di vulnerabilità, adottando una prospettiva inclusiva e di empowerment. Considera le differenze come condizione precipua dell'umanità e permette di concentrare l'attenzione sui casi specifici, sulle necessità dei singoli individui con i loro diversi bisogni.

## L'approccio per capacità e i modelli di interpretazione della disabilità
Ci sono diversi modelli di considerare la disabilità tenendo presente l'approccio per capacità, quelli più rilevanti sono:

### Il modello individuale o medico
Il modello individuale è basato sul concetto di disabilità intesa come diversità rispetto ad una normalità fisica. La disabilità è quindi considerata come una condizione biologica intrinseca all'individuo che riduce la sua qualità di vita e la sua partecipazione alla società, rispetto ad un individuo "nella norma".

### Il modello sociale
Il modello sociale rifiuta l'idea del limite alla salute considerata come menomazione e pensa la persona come diversamente abile. Questa visione si concentra sulle barriere che esistono all'interno del contesto sociale, impedendo ad una certa persona di raggiungere lo stesso livello di una persona non disabile. Le limitazioni fisiche diventano quindi disabilità perché la società non è attrezzata.

### Il modello ICF
Il modello ICF guarda alla disabilità come ad una combinazione di diversi tipi di fattori (corpo, persona, persona nella società) che influenzano l'ambiente in cui la persona con disabilità cresce.
L'approccio delle capacità offre un quadro teorico generale per gli studi sulla disabilità che racchiude in sé il modello sociale. Colloca la definizione di disabilità all'interno del più ampio spettro dello sviluppo umano e del rafforzamento delle libertà. Sposta il focus dalle specificità della situazione della disabilità alla ricerca di uguaglianza in termini di possibilità e scelte. Questo approccio è connesso ad una teoria di giustizia. Fornisce una visione più approfondita delle tematiche legate alla disabilità poiché propone di considerare la gamma di possibilità/opportunità tra cui poi la persona sceglierà un funzionamento specifico.
L'approccio delle capacità riesce a tener conto dell'azione reciproca svolta dalle caratteristiche individuali e dalle restrizioni sociali, proponendosi di misurare i risultati in termini di espansione delle opportunità di scelta e quindi di libertà delle persone.

### Il modello TAOPE
Il modello TAOPE (acronimo che sta per Titolarità, Abilità, Opportunità, Potenzialità ed Esternalità) è stato proposto da Biggeri e Bellanca per spiegare la disabilità come “un intreccio tra un percorso che, generando vulnerabilità personale, limita il proprio insieme di capacità, e un percorso di adattamento creativo in termini di nuove abilità, opportunità e potenzialità”.
Cinque aspetti importanti del modello sono:
- Abilità o A-capability, cioè l'insieme dei talenti innati e delle proprie capacità;
- Opportunità o O-capability, cioè le occasioni attuali, accessibili, disponibili di benessere;
- Potenzialità o P-capability, cioè le occasioni immaginate, prospettiche, concepibili di benessere; La differenza tra opportunità e potenzialità consiste nel fatto che le prime si confrontano con opzioni e aspettative che siano veramente accessibili, e le seconde si rivolgono ad alternative inscritte in un orizzonte di credibilità: le credenze, gli atteggiamenti e le aspettative istituzionali sono tutte costruzioni prospettiche nelle quali ciò che è accettabile conta meno dio ciò che è disponibile.[14]
- Esternalità o "capacità esterna" o E-capability, poggia la sua attenzione sulla relazione di prossimità ed esprime un'attenzione umana, difatti essa assume un ruolo importante in alcune fasi della vita;
- Titolarità, cioè quei processi di conversione di un flusso e di un ammontare quali-quantitativo di risorse e diritti di well-being: essi attengono al controllo e al comando delle risorse (potere di fatto), come all'accesso alle istituzioni entro cui le risorse e i diritti sono appropriabili, fruibili, utilizzabili e trasferibili.[15]

#### Capacità esterne eagencydi gruppo
L'insieme di capacità delle persone con disabilità è determinato, oltre che dai fattori di conversione, dalle capacità dei loro accuditori, vale a dire l'esternalità o la capacità esterna. Il concetto di capacità esterne è stato pensato e introdotto da Foster e Andy per denotare "casi in cui una persona riesce ad ottenere funzionamenti aggiuntivi grazie al legame diretto con un'altra persona".
Biggeri e Bellanca hanno in seguito esteso questo concetto prendendo in esame anche gli aspetti dell'agency e dell'opportunità che emergono dalla relazione di cura tra due o più persone, la creazione di esternalità deriva quindi dalla decisione volontaria di una persona di condividere con altri le sue capacità individuali.
La capacità esterna nasce quindi all'interno di un rapporto intersoggettivo diretto, caratterizzato da una reciproca condivisione intenzionale e poggia sul care, sulla relazione di prossimità o attenzione umana o cura tra due persone.
Il concetto di capacità esterna conduce a uno snodo teorico centrale: il passaggio dall'agente individuale all'agente di gruppo (team agency). Per spiegare il concetto di agente i due autori riprendono il pensiero esposto da Sen; essi intendono l'agente come la “persona che agisce, realizzando dei cambiamenti, e i cui risultati possono essere giudicati in base ai suoi obiettivi e valori”.
L'agency delle persone si trasforma in un team agency quando gli agenti coordinano l'azione in modo razionale per raggiungere il risultato ottimale per la squadra nel suo complesso, a prescindere dal risultato che ciascuna persona otterrà per se stessa dall'azione.
Nelle situazioni di team agency l'interdipendenza delle azioni è talmente forte da rendere i risultati dei beni indivisibili e nel momento in cui il contributo e il supporto di un qualsiasi membro del gruppo, anche del più vulnerabile, viene meno, il valore dell'azione tende ad azzerarsi. La team agency presuppone dunque una relazione fiduciaria estremamente impegnativa e solida.